# Route der Industriekultur Rhein-Main Bingen am Rhein

Logo der Route der Industriekultur Rhein-Main

Die Route der Industriekultur Rhein-Main in Bingen am Rhein ist eine Teilstrecke der Route der Industriekultur Rhein-Main in der rheinland-pfälzischen Stadt Bingen am Rhein. Das Projekt versucht Denkmäler der Industriegeschichte im Rhein-Main-Gebiet zu erschließen.

## Route in Bingen am Rhein
| Bingen am Rhein                                                              | Bingen am Rhein                                      | Bingen am Rhein   | Bingen am Rhein | Bingen am Rhein                                      | Bingen am Rhein |
| Lage                                                                         | Objekt                                               | Entstehungsjahr   | Beschreibung | Bild                                                 |                 |
| ---------------------------------------------------------------------------- | ---------------------------------------------------- | ----------------- | --- | ---------------------------------------------------- | --------------- |
| Gaulsheim, östlich des Ortes an der L 419; Flur In der Riedgewann (Standort) | Pumpwerk Bingen-Gaulsheim                            | 1906              | Pumpwerksgebäude in Jugendstilform                                                                                        | weitere Bilder                                       |                 |
| Leinpfad am Rhein (Standort)                                                 | Brückenkopf-Torso der Hindenburgbrücke               | 1913–15           | Bauliche Reste der 1945 gesprengten Brücke                                                                                | weitere Bilder                                       |                 |
| Mainzer Straße 242 – 260 (Standort)                                          | Richtberg-Siedlung                                   | 1922–24           | Polygonale Arbeiterwohnanlage der Himmelsbachwerke                                                                        | weitere Bilder                                       |                 |
| im östlichen Hafenbereich (Standort)                                         | Kiesverladekran                                      | um 1960           | Verladekran der Firma Mohr (Mohr-Kran)                                                                                    | Kiesverladekran                                      |                 |
| Mainzer Straße 152 – 160 (Standort)                                          | Verwaltungsgebäude Boehringer Backmittel             | 1957/58           | Gebäudekomplex in rotem Klinker                                                                                           | weitere Bilder                                       |                 |
| Espenschiedstraße (Standort)                                                 | Bahnhof Bingen-Stadt mit Reiterstellwerk             | 1880 / 1937       | Empfangsgebäude (1880) und Anbau mit Reiterstellwerk (1937)                                                               | weitere Bilder                                       |                 |
| Mainzer Straße 54 (Standort)                                                 | Draisbrunnen                                         | um 1880           | Fassade im Stil des Empire                                                                                                | weitere Bilder                                       |                 |
| Kurfürstenstraße 1 (Standort)                                                | Villa Fischer (Villa Kappes)                         | 1908–1910         | Villa im neoklassizistischen Stil                                                                                         | weitere Bilder                                       |                 |
| Mainzer Straße 36 (Standort)                                                 | Weinhändlervilla mit Kelterhaus                      | 1899              | an Barockform orientierter Bau                                                                                            | Weinhändlervilla mit Kelterhaus                      |                 |
| Schillerstraße 1 (Standort)                                                  | Villa Katharina                                      | 1903              | Mischform aus Historismus und Jugendstil                                                                                  | weitere Bilder                                       |                 |
| Rochusallee 4 (Standort)                                                     | Rheinisches Technikum                                | 1898              | Backsteinbau | weitere Bilder                                       |                 |
| (Standort)                                                                   | Burg Klopp                                           | Mitte des 13. Jh. | ab 1854 im rheinischen Burgenstil neu errichtet                                                                           | weitere Bilder                                       |                 |
| Gaustraße 57–59 (Standort)                                                   | Sektkellerei Scharlachberg                           | 1927              | Anlehnung an den Expressionismus                                                                                          | weitere Bilder                                       |                 |
| Stefan-George-Straße bzw. Drususstraße (Standort)                            | Drususbrücke                                         | 11. Jh.           | älteste mittelalterliche Steinbrücke                                                                                      | weitere Bilder                                       |                 |
| Hafenstraße (Standort)                                                       | Raab-Karcher-Kran                                    | 1964              | Laufkran auf Kranbahn der Firma Fries                                                                                     | Raab-Karcher-Kran                                    |                 |
| Hindenburganlage / Hafenstraße (Standort)                                    | Alter Kran                                           | 17. Jh.           | Holzkran auf steinernem Fundament                                                                                         | weitere Bilder                                       |                 |
| Museumstraße 3 (Standort)                                                    | Ehemaliges Elektrizitätswerk                         | 1898              | Seit 1998 Historische Museum am Strom – Hildegard von Bingen                                                              | weitere Bilder                                       |                 |
| Hauptbahnhof bzw. Rheintalradwanderweg (Standort)                            | Tunnel unter dem Gleisfeld des Hauptbahnhofes        | um 1900           | Backsteinportal eines verfüllten Tunnels vom ehemaligen Gleisgelände zum Hauptbahnhof. Heute als „Tunneltheater“ genutzt. | Tunnel unter dem Gleisfeld des Hauptbahnhofes        |                 |
| Am Rheintalradwanderweg (Standort)                                           | Wagenausbesserungshalle auf dem Hauptbahnhofsgelände | 1960              | 3.000 m² große Stahlfachwerkskonstruktion. Stillgelegt 1978                                                               | Wagenausbesserungshalle auf dem Hauptbahnhofsgelände |                 |
| Am Rheintalradwanderweg (Standort)                                           | Gleisüberspannendes Reiterstellwerk, Hauptbahnhof    | 1934              | Stahlbauweise in zeittypischer Form                                                                                       | weitere Bilder                                       |                 |